# 绢毛稠李
绢毛稠李为蔷薇科李属的植物，为中国的特有植物。分布于中国大陆的安徽、陕西、云南、湖北、西藏、浙江、广西、江西、湖南、贵州、四川、广东等地，生长于海拔950米至2,500米的地区，多生在山谷、山坡及沟底。